# 2,4-二硝基苯酚
2,4-二硝基苯酚（英語：2,4-Dinitrophenol，简称DNP），分子式C6H4N2O5，是一种细胞代谢毒素。DNP能够通过运送质子通过线粒体膜使氧化磷酸化解偶联化，使得能量被大量消耗却不被用来制造ATP。
二硝基苯酚包括了六种人工合成的非天然有机化合物，2,4-二硝基苯酚是这六种同分异构体之一。

## 化学性质
2,4-二硝基苯酚常温下为黄色固态结晶，具有香甜的发霉气味。缓慢加热时升华，并有挥发性。DNP溶于乙酸乙酯、丙酮、氯仿、吡啶、四氯化碳、甲苯、乙醇、苯和碱的水溶液。它的钠盐溶于水。DNP与碱或氨反应生成爆炸性的盐；加热DNP使其分解会产生有毒的氮氧化物。它不与重金属及重金属盐反应。

## 用途
DNP目前主要用于科学研究和工业生产。DNP有时被用来制造染料，合成其他有机物，以及木材的防腐。它同时还被用作显影剂、炸药和杀虫剂的中间体。

## 药理学
在活体细胞中，DNP是一种离子载体（即可以运送质子穿过生物膜）。它能够消除线粒体和叶绿体的部分跨膜质子浓度梯度，而由于质子浓度梯度是绝大部分制造ATP的能量来源，这因而妨碍了ATP的产生。这其中浪费的大量能量随即以热量的方式散失。
DNP在生物化学研究上常被用来帮助探究化学渗透和其他膜输送的生物能量学原理。

## 减肥用药
自从斯坦福大学的Cutting和Tainter发表他们第一份关于DNP能够极大程度地增加代谢速率的报告之后，从1933年到1938年，这种药物被人们广泛用作减肥药。仅仅当DNP进入市场一年之后，Tainter估计在美国已经有至少大概10万人使用了该药，而还不包括众多的海外使用者。DNP在人体内是一种质子载体，能够使质子进入线粒体内膜而跳过三磷酸腺苷合酶。 这使得ATP的合成效率变低——实际上，细胞呼吸产生的部分用来合成ATP的能量以热量的形式散失了。ATP的合成效率与DNP的摄入量成反比，因此，随着DNP用量的增加，细胞为了提供人体足够能量与补充ATP，代谢速率也随之大幅度增加，从而使得更多的脂肪被消耗。DNP或许是最著名的一种“解偶联剂”，因为它的作用原理就是解除部分正常呼吸链中应有的电子传递与磷酸化两者之间偶联关系，即氧化磷酸化的“解偶联”。有趣的是，DNP用量的限制不是由于人体ATP的不足，而是因为解偶联过程中产生的大量热量及随之的体温大幅度升高。因此，DNP的过量使用会导致致命的中暑。为了解决这个问题，医生通常会建议减肥者根据个人药物耐受度（不同人可能有十分大的区别）逐渐增加DNP用量。有案例报告对于人类20–50mg/kg的一次性用量可导致死亡。由于对许多危险的副作用（除高体温引起的抽搐、昏迷之外，还有迅速发展的白内障症状）的担忧，在1938年末，DNP被迫从美国市场上下架。然而DNP仍然被一些健美人士和运动员用来快速减少身体脂肪含量。过量导致的死亡比较罕见，不过有时还是有报告。这其中包括的案例有意外接触、自杀和普通减肥使用。
目前科学家掌握的DNP的药代动力学数据仍然有限，并且一部分相互矛盾。美国国家环境保护局（EPA）的有关资料为“未能找到二硝基苯酚的代谢动力学或代谢产物数据”。美国毒物和疾病登记署（ATSDR）的资料为“没有关于口服2,4-DNP后该物质在人体内的分布的研究；动物口服后的资料则是有限的”。但是ATSDR也说明了“DNP的代谢速率似乎很快，除了在肝功能不足的情况下”。这一点和新英格兰医学杂志上有关2,4-二硝基苯酚生物活性的一篇论文相符合：这篇论文上说“从代谢过程上来说，DNP能在3至4日之内被完全代谢；在肝或肾损伤的情况下该药物则会在体内停留更久”。奇怪的是，更新的一些研究却给出了不同药物半衰期——从3个小时到5–14天。最近的一些其他研究则保持人体半衰期未知的观点。
有案例报告称成功用丹曲林治愈二硝基酚引起的体温过高，虽然这份报告仍需要进一步调查。DNP解偶联作用的时候会使得线粒体储存的钙被释放出来并且阻止了钙的重吸收。这会导致细胞内自由钙离子浓度升高，引起肌肉收缩和体温升高。而丹曲林能够阻止肌质网释放钙离子从而降低细胞内的钙离子浓度，从而使肌肉放松，热量释放。因为丹曲林的副作用十分少，并且能够某种程度上有效地减少解偶联剂引起的体温过高，所以尽早使用丹曲林可以取得更好的抢救效果。
尽管许多人觉得DNP对于人体来说太过于危险，它本身的高效作用原理仍被认为有待研究，以寻求潜在的治疗肥胖症的药物。目前，有关研究主要关注于人体内自然存在的解偶联蛋白。

## 环境毒性
DNP被美国国家环境保护局认为是一种较严重的环境污染物。它可以通过机动车废气、工业垃圾燃烧以及空气中氮气和其他化学物质反应进入大气。
DNP主要在土壤中由微生物降解。然而，它对厌氧微生物的影响仍然未知；有研究指出DNP对这些微生物可能具有毒性，能够减少它们产生甲烷的量。

## 扩展阅读
- (新闻稿). Food Standards Agency. June 17, 2003  [2007-09-30]. （原始内容存档于2010-12-10）.